# 419 (numero)
Quattrocentodiciannove (419) è il numero naturale dopo il 418 e prima del 420.

## Proprietà matematiche
- È un numero dispari.
- È un numero difettivo.
- È l'81º numero primo, dopo il 409 e prima del 421.
  - È un numero primo di Sophie Germain.
  - È un numero primo di Eisenstein.
  - È un numero altamente cototiente.
- È un numero palindromo nel sistema di numerazione posizionale a base 9 (515).
- È parte della terna pitagorica (419, 87780, 87781).
- È un numero intero privo di quadrati.

## Astronomia
- 419P/PANSTARRS è una cometa periodica del sistema solare.
- 419 Aurelia è un asteroide della fascia principale del sistema solare.
- NGC 419 è un ammasso globulare della costellazione del Tucano. (Appartenente alla Piccola Nube di Magellano).

## Astronautica
- Cosmos 419 è un satellite artificiale russo.